# Čechynce
Čechynce és un poble i municipi d'Eslovàquia que es troba a la regió de Nitra, al sud-oest del país. El 2021 tenia 1.255 habitants. La primera menció escrita de la vila es remunta al 1247.

## Demografia
| Godina             | 1994 | 2004   | 2014   | 2024    |
| ------------------ | ---- | ------ | ------ | ------- |
| Nombre de persones | 1038 | 1030   | 1102   | 1273    |
| Diferència         |      | −0,77% | +6,99% | +15,51% |

| Godina             | 2023 | 2024   |
| ------------------ | ---- | ------ |
| Nombre de persones | 1265 | 1273   |
| Diferència         |      | +0,63% |